# Ron McGovney
Ronald J. «Ron» McGovney (Los Angeles, Califòrnia, Estats Units, 2 de novembre de 1962) és un músic estatunidenc conegut per ser el baixista original de la banda de thrash metal Metallica, amb la qual va tocar el primer any d'existència i va enregistrar les primeres demos.

## Carrera musical

### Metallica
Al juny de 1981 va formar la banda Leather Charm amb el seu amic de la infància James Hetfield, i el guitarrista Hugh Tanner. Tanner va abandonar la banda per iniciar la seva carrera de representació musical, i el van substituir per Troy James junt al bateria Jim Mulligan. El grup va començar a realitzar versions i material original durant uns mesos, fins que es van dissoldre.
Hetfield i Lars Ulrich es van unir per crear un nou projecte anomenat Metallica a finals de 1981. McGovney i el guitarrista Dave Mustaine es van unir a la banda l'any següent. Amb aquesta formació van debutar i començar a fer actuacions. Van enregistrar diverses demos com Power Metal o No Life 'Til Leather. McGovney es van enfrontar en diverses ocasions amb Ulrich i Mustaine pel seu rol dins la banda, ja que a banda dels seus contactes professionals que havia aconseguit com a fotògraf aficionat, bàsicament feia tasques monetàries i de transport mentre no se'l valorava com a músic. Finalment va decidir abandonar la banda a final d'any sent substituït per Cliff Burton, i fins i tot va decidir vendre's tot l'equipament musical per la seva falta d'interès en la música.

### Phantasm
L'any 1986, Katon W. De Pena, vocalista de Hirax, va convèncer a McGovney de tornar al món de la música i junts van crear la banda de thrash metal Phantasm amb Rodney Nicholson i altres músics. La banda va publicar una demo però mai va enregistrar un àlbum d'estudi. Finalment es va separar l'any 1988 a causa de les discrepàncies internes. El segell Deep Six Records va publicar el 2001 un disc titulat Wreckage que contenia una versió remasteritzada de la demo de Phantasm amb el mateix nom junt a unes cançons en directe realitzades el 1987.

### Altres
McGovney va abandonar la seva carrera professional després de la desaparició de Phantasm, però esporàdicament va realitzar alguna entrevista relacionada amb Metallica.
Va tornar a tocar en directe per primer cop en 23 anys el 10 de desembre de 2011, quan va interpretar dues cançons amb Metallica i Mustaine en un dels actes per celebrar els trenta anys de Metallica. Dos anys després també es va unir a Megadeth, banda liderada per Mustaine, en un concert el 5 de desembre de 2013 per cantar una versió de «Cold Sweat» de Thin Lizzy.